# 756
Раннє Середньовіччя. У Східній Римській імперії триває правління Костянтина V. Більшу частину території Італії займає Лангобардське королівство, Рим і Равенна під управлінням Папи Римського, деякі області на півночі та на півдні належать Візантії. У Франкському королівстві править король Піпін Короткий. Піренейський півострів, окрім Королівства Астурія, займає Кордовський емірат. В Англії триває період гептархії. Центр Аварського каганату лежить у Паннонії. Існують слов'янські держави: Карантанія та Перше Болгарське царство.
Аббасидський халіфат займає великі території в Азії та Північній Африці. У Китаї править династія Тан. В Індії почалося піднесення імперії Пала. В Японії триває період Нара. Хазарський каганат підпорядкував собі кочові народи на великій степовій території між Азовським морем та Аралом. Територію на північ від Китаю займає Уйгурський каганат.
На території лісостепової України в VIII столітті виділяють пеньківську й корчацьку археологічні культури. У VIII столітті тривало швидке розселення слов'ян. У Північному Причорномор'ї співіснують різні кочові племена, зокрема булгари, хозари, алани, авари, тюрки, кримські готи.

## Події
- Король лангобардів Айстульф порушив угоду з франками й підступив до Рима. Піпіну Короткому довелося повернути свої війська в Італію. Посол візантійського імператора запропонував Піпіну віддати Равенну Візантії, але Піпін відмовився попри значу суму викупу і віддав область Папі Римському.
- Утворення Папської держави в Італії, світської держави, підпорядкованої Папі Римському.
- Королем лангобардів замість Айстульфа став його брат Рачіс.
- Абдаррахман I захопив Іспанію і утворив Кордовський емірат, першу незалежну мусульманську державу.

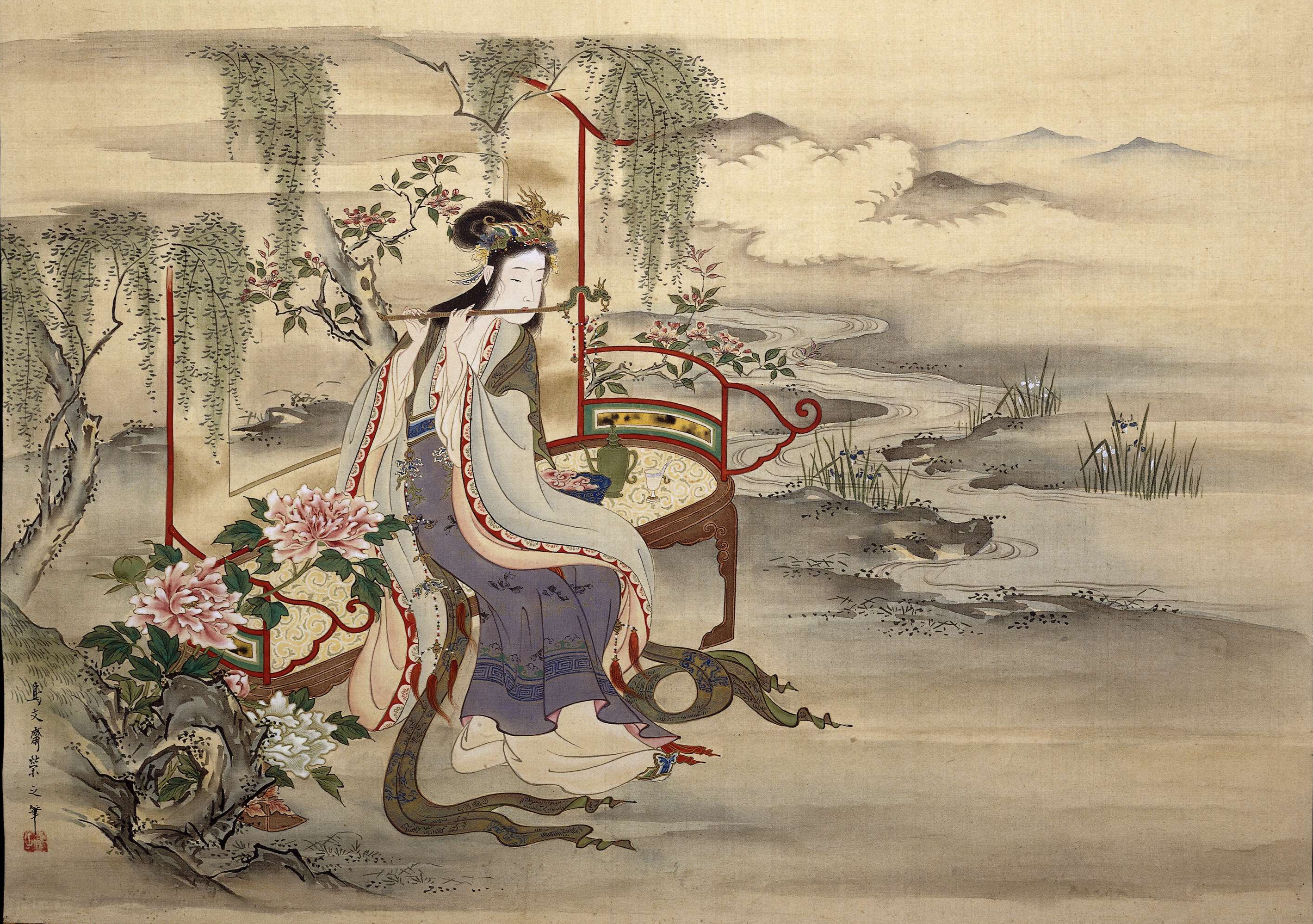

- Ань Лушань захоплює Лоян і Чан'ань. Сюаньцзун утік у Сичуань. Ань Лушань проголошує себе імператором. Але проти Ань Лушаня виступають інші цзєдуши.

- Імператором Китаю став Су-цзун.

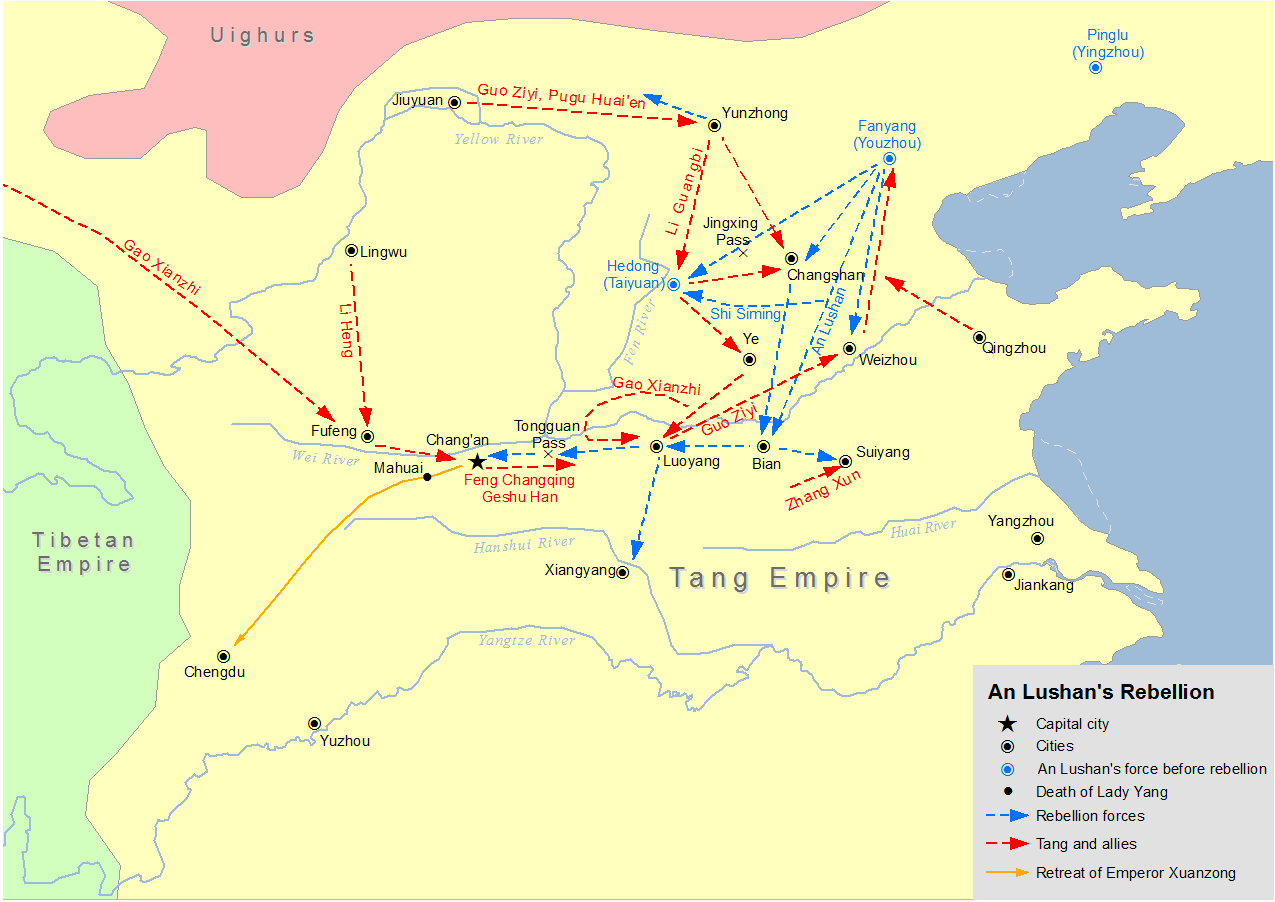
Повстання Ань Лушаня

- Страчено Ян Гуйфей, про це написані поеми.
- Араби відвоювали Феодосіополіс у Візантії.